# دائرة متليلي
دائرة متليلي الشعانبة دائرة من دوائر ولاية غرداية وعاصمتها متليلي الشعانبة. وتضم بلديات متليلي الشعانبة وسبسب.